# يوان باو هوا
يوان باو هوا (بالصينية: 袁宝华)؛ 13 يناير 1916-9 مايو 2019) كان مسؤولًا اقتصاديًا صينيًا ومسؤولًا أكاديميًا. شغل منصب نائب وزير وزارة صناعة المعادن، ووزير وزارة المواد، ونائب المدير التنفيذي للجنة تخطيط الدولة، ومدير لجنة الدولة الاقتصادية. شغل منصب رئيس جامعة رينمين الصينية من عام 1985 إلى عام 1991. كان معلمًا لـزهو رونغجي، رئيس وزراء الصين السابق.

## جمهورية الصين
ولد يوان في 13 يناير 1916 في مقاطعة زانجاو، هنان، جمهورية الصين. التحق بجامعة بكين عام 1934 لدراسة الرياضيات ثم انتقل لاحقًا إلى اختصاص الجيولوجيا. في عام 1935، شارك في احتجاجات الطلاب يوم 9 ديسمبر ضد العدوان الياباني في شمال الصين. انضم إلى عصبة الشبيبة الشيوعية في أبريل 1936 والحزب الشيوعي الصيني في سبتمبر من ذاك العام.
عندما شنت اليابان غزوًا واسع النطاق للصين في عام 1937، عاد يوان إلى مسقط رأسه لتنظيم المقاومة ضد اليابان. في عام 1940، انتقل إلى مقر الحزب الشيوعي الصيني في يانان للدراسة في مدرسة الحزب الشيوعي الصيني المركزية. في العام التالي كلف بإدارة قسم التنظيم باللجنة المركزية للحزب الشيوعي الصيني.
بعد استسلام اليابان في عام 1945 نقل يوان إلى منطقة شمال شرق الصين التي كانت تحتلها اليابان سابقًا، حيث عمل سكرتيرًا للحزب في محافظة تاوان ثم سكرتيرًا للشباب في مقاطعة نينجيانغ.

## جمهورية الصين الشعبية
بعد تأسيس جمهورية الصين الشعبية في عام 1949، عمل يوان سكرتير لوزارة الصناعة في شمال شرق الصين ومدير إدارة التخطيط بالوزارة. في عام 1951، عيين زو رونغجي، وهو خريج جامعي جديد، للعمل في قسم يوان. زو رونغجي، الذي صعد لاحقاً ليصبح رئيس وزراء الصين، وصف يوان لاحقًا بأنه أفضل معلم له.
نقل يوان لاحقًا إلى الحكومة المركزية في بكين للعمل رئيس مكتب في وزارة الصناعة الثقيلة. تمت ترقيته إلى نائب وزير وزارة صناعة المعادن، ووزير وزارة المواد، ونائب المدير التنفيذي لهيئة تخطيط الدولة، ومدير لجنة الدولة الاقتصادية.
انتخب عضوا احتياطيًا للجنة المركزية الحادية عشرة للحزب الشيوعي الصيني وعضوًا كاملًا في اللجنة المركزية الثانية عشرة. انتخب عضوًا في اللجنة الاستشارية المركزية الثانية في المؤتمر الوطني الثالث عشر للحزب الشيوعي الصيني في عام 1987.
شغل منصب رئيس جامعة رينمين الصينية من عام 1985 إلى عام 1991. خلال فترة عمله، أسس برامج الإدارة الاقتصادية والتنظيم الإداري في الجامعة. دعا إلى تأسيس الأكاديمية الصينية للحكم لتكون مركز للتدريب المهني المحترف للمسؤولين الحكوميين في الصين. كما دعا إلى إنشاء برامج ماجستير إدارة الأعمال في الجامعات الصينية.
كتب يوان العديد من الكتب والمقالات في مهنة امتدت لخمسة عقود. في مايو 2015، نُشرت كتاباته في 10 مجلدات من الأعمال المجمعة ليوان باو هوا (袁宝华 文集). كتب زو رونغجي مقدمة المجموعة، وقطع استراحه تقاعده من أجل الترويج لنشر المجموعة.
توفي يوان في بكين في 9 مايو 2019 عن عمر يناهز 103 عام.